# Antton Luengo

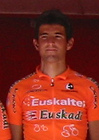
Antton Luengo en la Euskal Bizikleta 2005.

Antton Luengo Celaya es un exciclista profesional español. Nació en Gautéguiz de Arteaga (Vizcaya) el 17 de enero de 1981 y desarrolló toda su carrera como profesional ligado al equipo Euskaltel-Euskadi.

## Biografía

### Ciclismo aficionado
Como ciclista aficionado, compitió en el seno del equipo Orbea-Olarra (filial, en aquel momento de categoría amateur, del Euskaltel-Euskadi). Así, en 2003 ganó la general de la Vuelta al Bidasoa (una de las principales vueltas por etapas en el calendario aficionado) gracias a su regularidad en la carrera, en la que también ganó el primer sector de la cuarta y última etapa.

### Ciclismo profesional
Debutó como profesional el año 2004 en el equipo Euskaltel-Euskadi, del que era socio desde la creación del mismo, en su infancia.
Su labor en el equipo fue la de gregario, con la Subida a Urkiola de 2006 como punto álgido, ya que fue junto a Igor Antón uno de los protagonistas en la labor de equipo que permitió que Iban Mayo (jefe de filas del conjunto vasco) ganara la prueba, en la que Luengo fue sexto.
Su mayor éxito como profesional fue la segunda posición conseguida (a un segundo del ganador, Dario Cioni) en la primera etapa de la Vuelta a Andalucía 2007, con final en La Zubia (provincia de Granada).
Se retiró el 9 de agosto de 2008, tras comunicar a los responsables de la formación su intención de abandonar la práctica deportiva profesional. Su decisión se debió a que, según explicó él mismo, no se encontraba competitivo tras haber pasado a principios de año cinco meses prácticamente sin correr debido al dolor causado por el fallecimiento de su padre. El corredor agradeció en su despedida la comprensión que había tenido el equipo durante aquellos duros momentos personales.

### Tras la retirada
Empezó a trabajar una semana después de retirarse.

## Palmarés
No logró victorias como profesional.

## Resultados en Grandes Vueltas y Campeonatos del Mundo
Durante su carrera deportiva ha conseguido los siguientes puestos en las Grandes Vueltas y en los Campeonatos del Mundo en carretera:
| Carrera         | 2004 | 2005 | 2006  | 2007  | 2008 |
| --------------- | ---- | ---- | ----- | ----- | ---- |
| Giro de Italia  | -    | -    | 110.º | 140.º | -    |
| Tour de Francia | -    | -    | -     | -     | -    |
| Vuelta a España | -    | -    | -     | -     | -    |
| Mundial en Ruta | -    | -    | -     | -     | -    |

-: no participa

Ab.: abandono

## Equipos
- Euskaltel-Euskadi (2004-2008)